# Lichtgestalt
Lichtgestalt is het negende studioalbum van het Duitse muziekduo Lacrimosa. 

## Tracklist
1. Sapphire - 11:14
2. Kelch der Liebe - 06:05
3. Lichtgestalt - 05:18
4. Nachtschatten - 07:08
5. My Last Goodbye   - 08:18
6. The Party Is Over  -05:29
7. Letzte Ausfahrt: Leben - 05:44
8. Hohelied der Liebe - 14:30
9. The Party Is Over (Piano Versie) - 05:33